# Max Marinko
Max Marinko (* 16. September 1916 in Ljubljana; † 20. August 1975 in Toronto) war ein Tischtennisspieler, der in den 1940er und 1950er Jahren zu den weltbesten Spielern zählte. Er trat für drei Nationen, Jugoslawien, CSSR und Kanada, bei Weltmeisterschaften an.

## Leben
Marinkos Leben war geprägt durch politische Einflüsse und Verfolgungen. Er studierte in Ljubljana an der pädagogischen Akademie und zeitweise in Warschau an der Sporthochschule. Danach arbeitete er als Lehrer in Slowenien. Mit Beginn des Zweiten Weltkrieges musste er nach Kroatien ausweichen. Hier wurde er als Partisan verhaftet, ihm drohte die Einlieferung in ein Konzentrationslager. Dies wurde durch Fürsprache einflussreicher Freunde verhindert. Fortan lebte er von 1942 bis 1943 als Emigrant in Kroatien. Danach übersiedelte er nach Bratislava, wo er als Sportjournalist arbeitete. 1949 wurde er als Titoist verhaftet. 1951 gelang ihm die Flucht. Über die Stationen Österreich und Deutschland gelangte er schließlich nach Kanada.
In Ottawa studierte er Philosophie mit Abschluss Diplom. Am Harbord Collegiate Institute in Toronto unterrichtete er Latein und Geschichte, 1962 arbeitete er in Toronto als Professor für Philosophie. Er heiratete 1956 (oder 1957) die kanadische Tischtennis-Nationalspielerin Jenny Kapostin, mit der er eine Tochter Milena hatte.
1975 starb Marinko an den Folgen einer Magenkrebsoperation.

## Tischtennis-Karriere

### Jugoslawien
Marinko begann 1933 bei Hermes Mladost Ljubljana mit dem Tischtennissport. Später spielte er im Verein HASK (Hrvatski akademski športski klub = Kroatischer akademischer Sportklub). Mit 19 Jahren gewann er die nationale jugoslawische Meisterschaft. 1936 und 1940 wurde Marinko jugoslawischer Meister im Herren-Doppel. Von 1936 bis 1939 spielte er viermal für Jugoslawien bei einer Weltmeisterschaft. 1939 gewann er mit der Mannschaft Silber. 1937 besiegte er den damaligen Weltmeister Richard Bergmann. Bei der Weltmeisterschaft 1938 kam er im Doppel auf Platz 5–8.

### ČSR
Ab April 1943 wirkte Marinko als Tischtennisspieler und -trainer in der Slowakei. Er spielte für ŠK Bratislava, ab 1945 ŠK Železničiari Bratislava und ab 1948 ŠK Poštári Bratislava. Zugleich war er dort Trainer von František Tokár, J. Soják, R. Hrčka, R. Mikeš, J. Hauliš. Viermal von 1947 bis 1950 vertrat er die ČSR bei Weltmeisterschaften. Dabei holte er mit der Mannschaft 1948 und 1950 Gold sowie Tischtennisweltmeisterschaft 1949 Silber. Zusammen mit František Tokár wurde Marinko in den Jahren 1944, 1947, 1948 und 1950 slowakischer und 1948 auch tschechoslowakischer Meister im Doppel. 1949 holte er im Doppel ebenfalls den Meistertitel der Slowakei. Bei der ČSR-Meisterschaft 1947 holte er Silber. 1949/50 gewann Marinko in der Mannschaft von Poštári Bratislava zusammen mit Mikeš, Hrčka und Soják den Mannschaftsmeistertitel der ČSR.

### Österreich und Kanada
Anfang der 1950er Jahre spielte Marinko beim FK Austria Wien. Später wanderte er nach Kanada aus. Von 1954 bis 1963 gewann er achtmal die nationale kanadische Meisterschaft. Bei der WM 1959 in München trat er mit dem kanadischen Team auf.

## Turnierergebnisse
| Verband | Veranstaltung     | Jahr | Ort       | Land | Einzel        | Doppel        | Mixed        | Team |
| ------- | ----------------- | ---- | --------- | ---- | ------------- | ------------- | ------------ | ---- |
| CAN     | Weltmeisterschaft | 1969 | München   | FRG  | Scratched     | Scratched     | keine Teiln. | 28   |
| TCH     | Weltmeisterschaft | 1950 | Budapest  | HUN  | letzte 32     | letzte 64     | letzte 64    | 1    |
| TCH     | Weltmeisterschaft | 1949 | Stockholm | SWE  | letzte 16     | letzte 64     | keine Teiln. | 2    |
| TCH     | Weltmeisterschaft | 1948 | Wembley   | ENG  | letzte 128    | letzte 16     | keine Teiln. | 1    |
| TCH     | Weltmeisterschaft | 1947 | Paris     | FRA  | letzte 32     | Viertelfinale | keine Teiln. |      |
| YUG     | Weltmeisterschaft | 1939 | Kairo     | EGY  | letzte 64     | Scratched     | letzte 32    | 2    |
| YUG     | Weltmeisterschaft | 1938 | Wembley   | ENG  | Viertelfinale | letzte 32     | keine Teiln. | 5    |
| YUG     | Weltmeisterschaft | 1937 | Baden     | AUT  | Scratched     | keine Teiln.  | keine Teiln. | 6    |
| YUG     | Weltmeisterschaft | 1936 | Prag      | TCH  | letzte 128    | Viertelfinale | keine Teiln. | 9    |